# Om Thavrak
Om Thavrak (25 giugno 1985) è un calciatore cambogiano, di ruolo difensore.